# Auxon, Haute-Saône
Auxon là một xã thuộc tỉnh Haute-Saône trong vùng Franche-Comté phía đông nước Pháp.